# Králický Sněžník
Králický Sněžník in ceco, Śnieżnik o Śnieżnik Kłodzki in polacco (e Glatzer Schneeberg in tedesco) è un monte situato al confine tra la Repubblica Ceca e la Polonia. La neve copre la montagna per almeno otto mesi l'anno, dando al monte in suo nome.
La montagna è una delle cime più alte dei Monti Śnieżnik (Králický Sněžník in ceco; Masyw Śnieżnika in polacco; Glatzer Schneegebirge in tedesco), esso stesso parte dei Monti Jeseníky. Il monte giace tra la città di Králíky e Kladsko Gap, che lo separa dai Monti Rychleby.
Sul lato ceco è presente una riserva naturale protetta (Národní přírodní rezervace Králický Sněžník ), stabilita nel 1990.
La montagna e l'area circostante sono adatte per la pratica dello sci.

## Galleria d'immagini

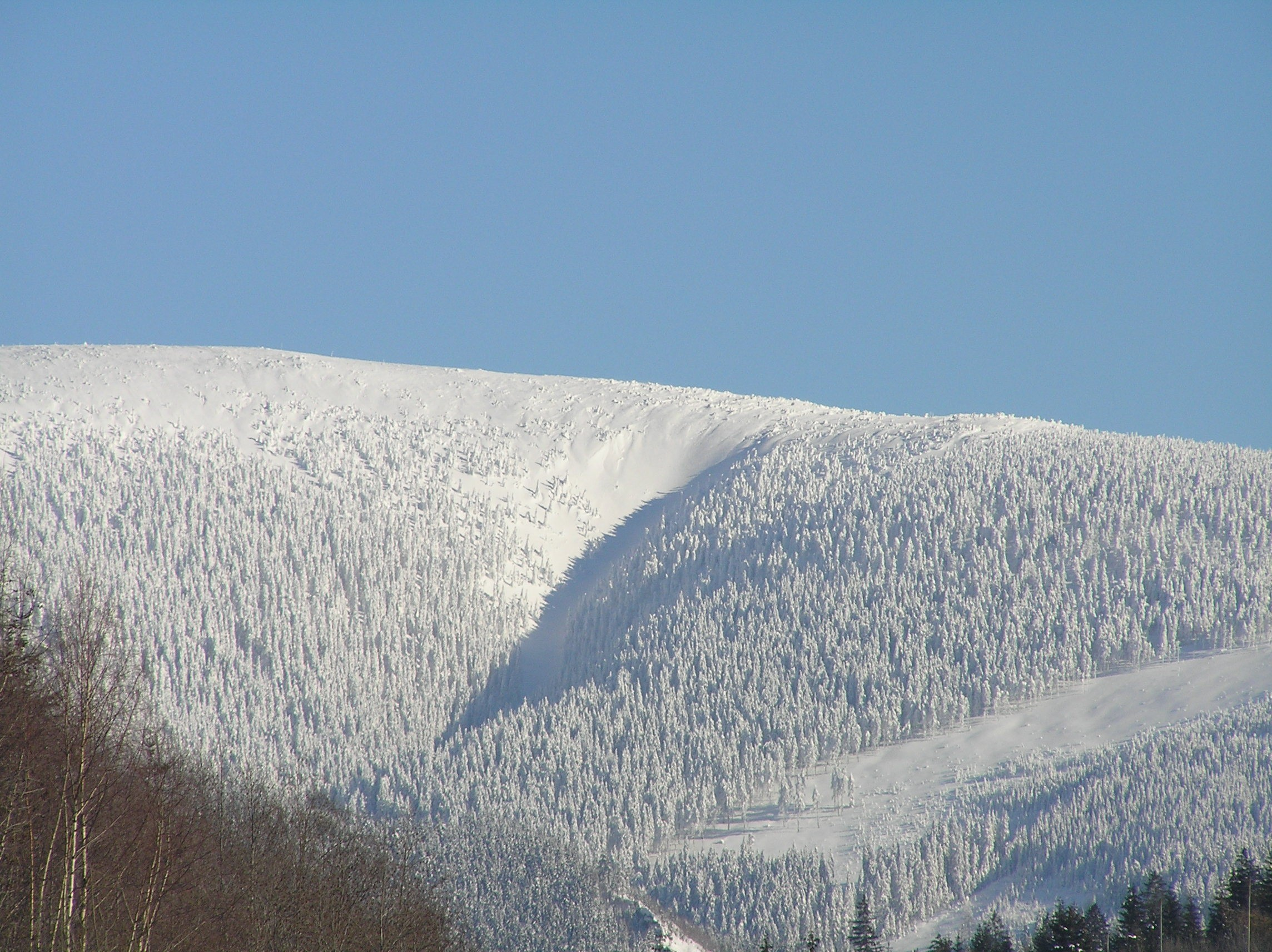
Králický Sněžník
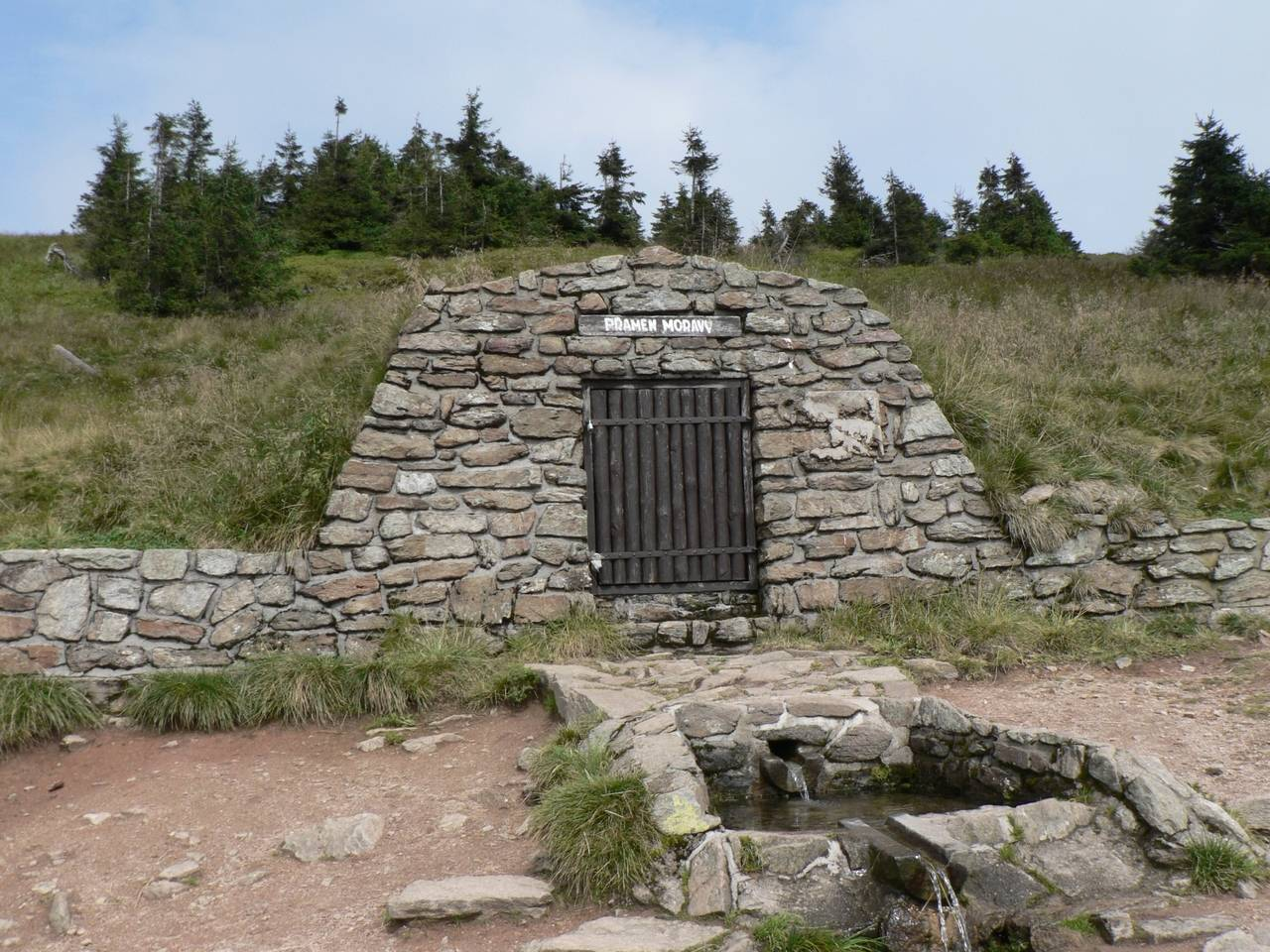
Sorgente della Morava ai piedi della montagna
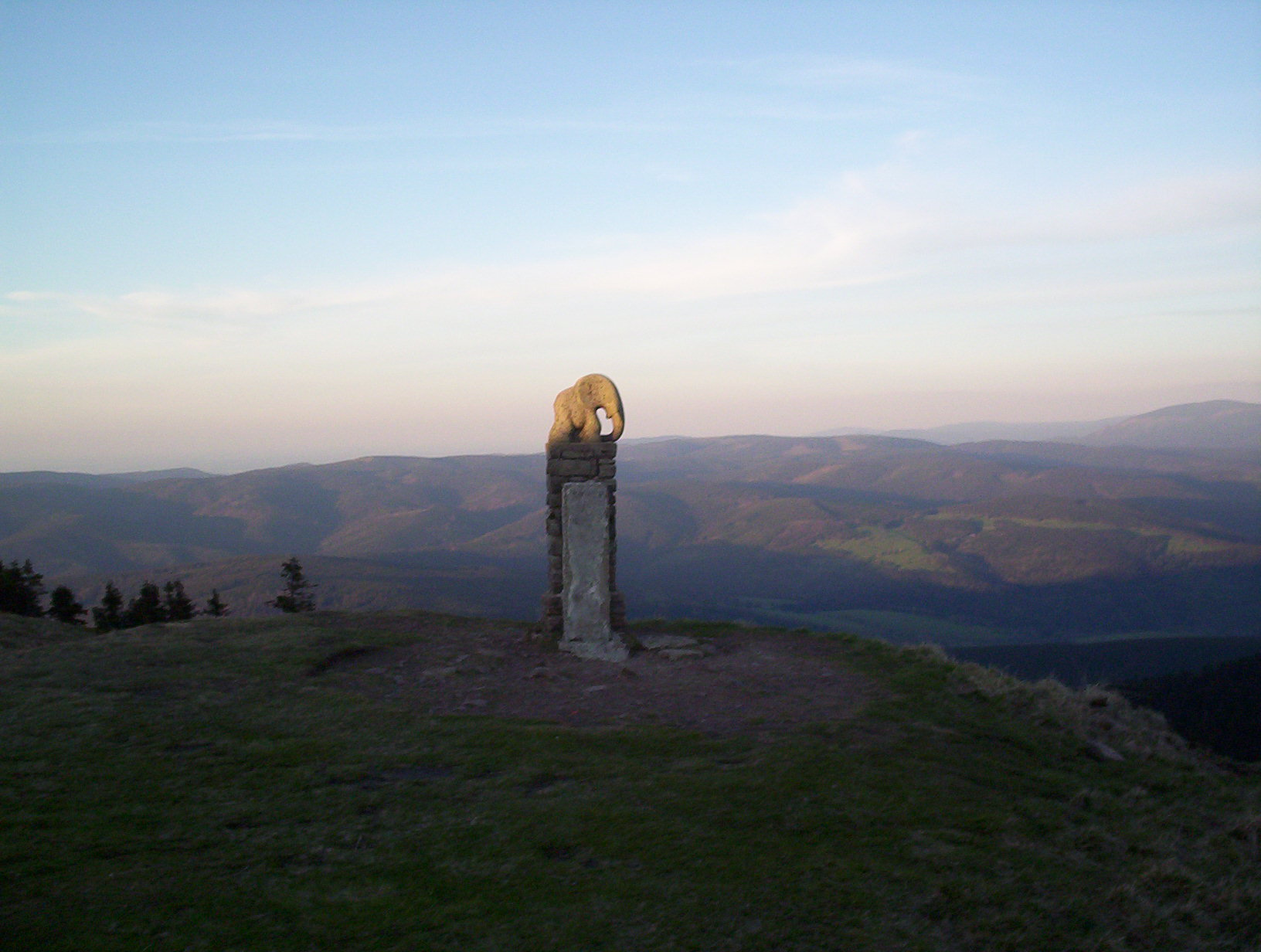
Statua di un piccolo elefante, simbolo della montagna